# Claycomo
Claycomo is een plaats (village) in de Amerikaanse staat Missouri, en valt bestuurlijk gezien onder Clay County. In Claycomo ligt Fords Kansas City Assembly-fabriek, de grootste automontagefabriek van de Verenigde Staten.

## Demografie
Bij de volkstelling in 2000 werd het aantal inwoners vastgesteld op 1267.
In 2006 is het aantal inwoners door het United States Census Bureau geschat op 1287, een stijging van 20 (1,6%).

## Geografie
Volgens het United States Census Bureau beslaat de plaats een oppervlakte van
6,5 km², geheel bestaande uit land.

## Plaatsen in de nabije omgeving
De onderstaande figuur toont nabijgelegen plaatsen in een straal van 8 km rond Claycomo.